# Mayong, Dongguan
Mayong är en köping i sydöstra  Kina.  Den ligger i staden Dongguan i provinsen Guangdong, omkring 35 kilometer sydost om provinshuvudstaden Guangzhou. Antalet invånare är 118 062. Befolkningen består av 49 849 kvinnor och 68 213 män. Barn under 15 år utgör 10,0 %, vuxna 15-64 år 83 %, och äldre över 65 år 5,0 %.